# Йонг, Флер
Флер Йонг (нидерл.  Fleur Jong; род. 17 декабря 1995, Пюрмеренд, Северная Голландия) ― нидерландская паралимпийская спортсменка . Она выиграла золотую медаль в прыжках в длину T64 среди женщин на летних Паралимпийских играх 2020 года, которые проходили в Токио, Япония. Она также установила новый мировой рекорд — 6,16 метра.
В июне 2021 года она выиграла две золотые медали, установив новый мировой рекорд как в беге на 100 метров Т64, так и в прыжках в длину среди женщин на чемпионате Европы по паралимпийской легкой атлетике 2021 года в Быдгоще, Польша. В прыжках в длину она дважды установила новый мировой рекорд: в своей пятой попытке она прыгнула на 6,04 метра и улучшила его до 6,06 метра в следующей попытке.

## Биография
Родилась 17 декабря 1995 года в городе Пюрмеренд, Нидерланды.
За несколько дней до своего 17-летия, в декабре 2012 года, она заразилась бактериальной инфекцией крови, которая препятствовала притоку крови к ее конечностям. В результате ей пришлось ампутировать правую ногу ниже колена, а также часть левой стопы и верхние половинки восьми пальцев. Голландская пара-сноубордистка Бибиан Ментель тренировала ее во время реабилитации. В следующем году ей также ампутировали левую ногу ниже колена, по ее просьбе, поскольку она не могла использовать ее должным образом.
В 2013 году она посетила День талантов паралимпийских видов спорта, организованный NOC * NSF, где познакомилась с Гвидо Бонсеном, который позже стал ее тренером.

## Спортивная карьера
В начале своей карьеры она выступала в паралимпийском классе T43. Выиграла бронзовую медаль в беге на 200 метров в классе T44 среди женщин на чемпионате мира по легкой атлетике 2015 года, проходившем в Дохе, Катар. Также заняла 6-е место в беге на 100 метров T44 среди женщин.
В 2016 году она представляла Нидерланды на летних Паралимпийских играх 2016 года в Рио-де-Жанейро, Бразилия. Однако там не прошла в финалы.
В 2017 году она заняла 4-е место в беге на 200 метров T44 событие на чемпионате мира по паралимпийской легкой атлетике 2017 года в Лондоне.
В начале 2018 года Всемирная паралимпийская легкая атлетика внесла изменения в классификацию и с этого года она выступает как спортсменка с классификацией T62, класс специально для спортсменов с двойной ампутацией ниже колена.
В 2019 году она заняла 4-е место в соревнованиях по прыжкам в длину T64 среди женщин на чемпионате мира по легкой атлетике 2019 года, который проходил в Дубае, Объединенные Арабские Эмираты. Она также заняла 7-е место в беге на 100 метров T64 среди женщин.
В мае 2021 года она стала первой спортсменкой а мире в категории T62, прыгнувшей более чем на шесть метров в прыжках в длину. Она установила новый рекорд — 6,02 метра на Гран-при Всемирной паралимпийской легкой атлетики 2021 года в Нотвиле, Швейцария.
В июне 2021 года она улучшила свой мировой рекорд до 6,06 метра на чемпионате Европы по легкой атлетике 2021 года в Быдгоще, Польша. Неделю спустя она снова улучшила свой мировой рекорд до 6,09 м на ежегодных соревнованиях Gouden Spike, проводимых в Лейдене, Нидерланды. Она также получила 50-ю награду Gouden Spike за свое достижение.
Она представляла Нидерланды на летних Паралимпийских играх 2020 года в Токио, Япония. Здесь Флер выиграла золотую медаль в прыжках в длину T64 среди женщин с новым мировым рекордом 6,16 метра.
Йонг была одним из знаменосцев Нидерландов во время церемонии открытия Летних Паралимпийских игр 2020 года.

## Cм. также
- Ван Гансевинкель, Марлен
- Эдмистон, Сара